# Tim Jerks
Tim Jerks  is een Australische voetbalcoach.
Tim was in 2003 zes weken trainer van Tuvalu tijdens de (South) Pacific Games. Tijdens deze games werd Tuvalu vierde in groep A.  In 2004 werd hij trainer van de Cookeilanden, waar hij tot 2010 actief was. In 2004 werd hij bij de Oceania Nations Cup vijfde in Groep 1, en in 2007 werd hij vierde bij de Pacific Games.